# Clifford Sobel
Clifford M. Sobel, nascido em 1949, é de uma família judia de Brooklyn, Nova Iorque. É um diplomata e embaixador norte-americano. Serviu recentemente como embaixador dos Estados Unidos no Brasil. Foi nomeado pelo Presidente George W. Bush em 23 de Maio de 2006, e confirmado pelo Senado Americano em 29 de Junho de 2006. Apresentou suas credenciais no Brasil em 2 de Agosto de 2006. O embaixador Sobel foi o 53.º chefe da missão no Brasil. Deixou a embaixada em agosto de 2009, assumindo a vaga o diplomata Thomas A. Shannon, Jr.. Entre 2001 e 2005 Sobel foi embaixador nos Países Baixos.

## Embaixador
Clifford M. Sobel foi embaixador dos Estados Unidos na República Federativa do Brasil de 2006 a 2009. Como embaixador, liderou a crescente parceria entre os Estados Unidos e o Brasil, alcançando os governos federal, estaduais e municipais, o legislativo, bem como as comunidades empresariais e de ONGs. Novas iniciativas bilaterais incluíram o Memorando de Entendimento sobre Biocombustíveis, o CEO Forum, copresidido pelo Gabinete do Presidente do Brasil e dos Estados Unidos, novos acordos de aviação e o restabelecimento de altas negociações militares bilaterais. Com o setor corporativo americano, ele iniciou o Mais Unidos, uma iniciativa de responsabilidade social corporativa que reúne mais de 100 empresas norte-americanas, e um novo programa de aplicação da lei chamado Projeto Pontes, que estabeleceu cooperação entre agências de aplicação da lei do governo dos EUA e autoridades policiais federais e locais no Brasil. O Embaixador Sobel recebeu o reconhecimento de prêmios por contribuições às relações bilaterais do Ministério da Defesa do Brasil, bem como dos Governos Estaduais de Minas Gerais, Pernambuco e Sergipe. Em maio de 2009, o Embaixador Sobel e o Presidente da Petrobras foram reconhecidos com o Prêmio Homem do Ano pela Câmara Brasil-América.
O embaixador Sobel também atuou como embaixador na Holanda de 2001 a 2005. Durante esse tempo, ele trabalhou com a Holanda na primeira conferência conjunta europeu-americana sobre inovação do século XXI e negociou um programa cooperativo de HIV/AIDS na África. Uma das prioridades da Embaixada pós 9-11, foi a implementação do Programa de Segurança Comercial e de Viagens. A Holanda foi o primeiro país a assinar a Iniciativa de Segurança de Contêineres com os Estados Unidos e a implementar novos programas de segurança de viagens em seus portos e aeroportos. Em 2004, foi nomeado personalidade do ano da Holanda pelos setores de Tecnologias da Informação e Comunicação (TIC) por sua contribuição para a comunidade de alta tecnologia. Em janeiro de 2012, o Embaixador Sobel foi reconhecido no 50º Aniversário da Câmara Americana na Holanda por suas realizações nas relações transatlânticas.